# Biokovo (Foča, BiH)
Biokovo ili Biokovi su selo u općini Foča u istočnoj Bosni (Republika Srpska, BiH).
Od grada Foče je udaljeno oko 4 kilometra, i to uzvodno uz rijeku Ćehotinu. Nalaze se na lijevoj obali rijeke Ćehotine i 4 km istočno od rijeke Drine. 
Sastoje se od zaselaka Barakovac, Popovine, Podgaj, Crni Vrh i Muri.

## Stanovništvo
| Narod     | Popis 1961. | Popis 1971. | Popis 1981. | Popis 1991. |
| --------- | ----------- | ----------- | ----------- | ----------- |
| Hrvati    |             |             | 1           |             |
| Muslimani | 18          | 10          | 20          | 6           |
| Srbi      | 239         | 246         | 205         | 147         |
| ostali    |             | 2           | 1           | 1           |
| Ukupno    | 257         | 258         | 228         | 154         |